# Derkovits Gyula műveinek listája
Az alábbi lista Derkovits Gyula műveinek nem teljes felsorolását tartalmazza. 

## Festmények
| kép | mű címe                                           | készítés éve       | technika                                 | méret          | tulajdonos                                                             |
| --- | ------------------------------------------------- | ------------------ | ---------------------------------------- | -------------- | ---------------------------------------------------------------------- |
|     | Önarckép                                          | 1919               | vízfesték                                | 43 × 36 cm     | Szombathelyi Képtár                                                    |
|     | Szonáta az erdőben                                | 1919               | akvarell, papír                          | 35 × 26 cm     | magángyűjtemény                                                        |
|     | Halászok                                          | 1920               | vízfestmény papíron                      | 29,5 × 25,5 cm | magángyűjtemény                                                        |
|     | Szabadban                                         | 1920-as évek eleje | akvarell, karton                         | 35 × 26 cm     | magángyűjtemény                                                        |
|     | Munkások a mezőn                                  | 1920               | olaj, karton                             | 67 × 93,5 cm   | Nógrádi Történeti Múzeum, Salgótarján                                  |
|     | Hazafelé                                          | 1920               | olaj, karton                             | 70 × 49 cm     | magángyűjtemény                                                        |
|     | Kézimunkázó nő                                    | 1920               | tempera, olaj, karton                    | 45 × 36 cm     | Herman Ottó Múzeum, Miskolc.                                           |
|     | Lovasok a domboldalon                             | 1920               | akvarell, ceruza, papír                  | 22.5 × 28.5 cm | magángyűjtemény                                                        |
|     | Taligás                                           | 1920               | akvarell, papír                          | 28 × 29 cm     | magángyűjtemény                                                        |
|     | Jelenet szárnyasokat vivő férfival                | 1920               | pasztell, papír                          | 34.5 × 30 cm   | magángyűjtemény                                                        |
|     | Forrás (vázlat)                                   | 1920               | akvarell, papír                          | 35 × 31 cm     | Deák-Gyűjtemény, Székesfehérvár                                        |
|     | Forrás                                            | 1920               | olaj, vászon                             | 60,5 × 60 cm   | magángyűjtemény                                                        |
|     | Faun és nimfa                                     | 1921               | akvarell papíron                         | 30 × 24,5 cm   | magángyűjtemény                                                        |
|     | Önarckép                                          | 1921               | olaj, vászon                             | 52,8 × 42 cm   | Magyar Nemzeti Galéria (korábban a Szombathelyi Képtár tulajdona volt) |
|     | Budai hegyek (Hármashatár-hegy)                   | 1922               | olaj, vászon                             | 39 × 48 cm     | magángyűjtemény                                                        |
|     | Heródes lakomája                                  | 1922               | pasztell, papír                          | 34,5 × 29 cm   | magángyűjtemény                                                        |
|     | Derkovits Ernő portréja                           | 1922               | akvarell, papír                          | 38 × 32 cm     | magángyűjtemény                                                        |
|     | Ló patakparton                                    | 1921               | akvarell, papír                          | 20 × 24 cm     | magángyűjtemény                                                        |
|     | Háromkirályok                                     | 1922               | karton, pasztell                         | 346 × 300 mm   | Magyar Nemzeti Galéria                                                 |
|     | Család                                            | 1922               |                                          |                | Nógrádi Történeti Múzeum, Salgótarján                                  |
|     | Este II. (Alkony a mezőn)                         | 1922               | olaj, vászon                             | 84.5 × 81 cm   | magángyűjtemény                                                        |
|     | Pásztorfiú                                        | 1922               | olaj, vászon                             | 120 × 85 cm    | Magyar Nemzeti Galéria, Budapest                                       |
|     | Lovas az erdőben                                  | 1920-as évek       | olaj, vászon                             | 110 × 90 cm    | Magyar Nemzeti Múzeum Történelmi Képcsarnok                            |
|     | Koncert                                           | 1922               | olaj, vászon                             | 160 × 161 cm   | Magyar Nemzeti Galéria, Budapest                                       |
|     | Zongorázók                                        | 1923               | tempera, papír                           | 43,5 × 45 cm   | Magyar Nemzeti Galéria                                                 |
|     | Koncert                                           | 1922               | akvarell, papír                          | 33 × 30 cm     | magángyűjtemény                                                        |
|     | Az utolsó vacsora                                 | 1922               | olaj, vászon                             | 150 × 145 cm   | Magyar Nemzeti Galéria, Budapest                                       |
|     | Nagy fa alatt                                     | 1922               | olaj, vászon                             | 125 × 120.5 cm | Magyar Nemzeti Galéria, Budapest                                       |
|     | Régi temető                                       | 1922               | olaj, vászon                             | 75.5 × 68 cm   | Magyar Nemzeti Galéria, Budapest                                       |
|     | Házak fák között II. (Vízparti táj)               | 1922               | vegyes technika, papír                   | 28.5 × 33.5 cm | magángyűjtemény                                                        |
|     | Lombok között (Régi budai temető)                 | 1922               | vegyes technika papíron                  | 32,5 × 29,5 cm | magángyűjtemény                                                        |
|     | Szakállas önarckép                                | 1922               | olaj, vászon                             |                | Szombathelyi Képtár, Szombathely                                       |
|     | Püspöksüveges önarckép                            | 1923               | olaj, vászon                             | 70 × 50 cm     | Magyar Nemzeti Galéria, Budapest                                       |
|     | Akt a szabadban                                   | 1920-as évek       |                                          |                | magángyűjtemény                                                        |
|     | Vihar elől futók                                  | 1923               | pasztell, papír                          | 42.5 × 39.5 cm | magángyűjtemény                                                        |
|     | Káin és Ábel                                      | 1923               | olaj, vászon                             | 55.7 × 45.8 cm | Lappang                                                                |
|     | Élet és halál (Bátyám és felesége)                | 1923               | tus, gouache, karton                     | 88.3 × 75.3 cm | Magyar Nemzeti Galéria, Budapest                                       |
|     | Halottsiratás                                     | 1924               | olaj, vászon                             | 94.5 × 190 cm  | Magyar Nemzeti Galéria, Budapest                                       |
|     | Halász                                            | 1924               | tus és vízfesték                         | 430 × 470 mm   | Szombathelyi Képtár                                                    |
|     | Bivalyok                                          | 1924               | tempera, papír                           | 36.8 × 50.2 cm | Magyar Nemzeti Galéria, Budapest                                       |
|     | Lovasok                                           | 1924               | tus, tempera, papír                      | 55.7 × 45.8 cm | Lappang                                                                |
|     | Lövészárokban                                     | 1924               | tus, papír                               |                | Lappang                                                                |
|     | Evezősök (Csónakázók)                             | 1925               | tempera, papír                           | 36 × 36,5 cm   | magángyűjtemény                                                        |
|     | Lány kék háttérrel                                | 1925               |                                          |                | magángyűjtemény                                                        |
|     | Fehér ruhás kislány szív alakú türkiz medalionnal | nincs datálva      | olaj, vászon                             | 60 × 50 cm     | magángyűjtemény                                                        |
|     | Matyó asszony (Gondolkodó)                        | 1924               | akvarell, tus, papír                     | 25 × 31 cm     | magángyűjtemény                                                        |
|     | Hajósok                                           | 1925               | olaj, karton                             | 42 × 38 cm     | Herman Ottó Múzeum, Miskolc.                                           |
|     | Önarckép ecsettel                                 | 1925               | olaj, vászon                             |                | Szombathelyi Képtár, Szombathely.                                      |
|     | Önarckép                                          | 1926               | olaj, vászon                             | 48 × 40 cm     | magángyűjtemény                                                        |
|     | Kubikusok                                         | 1926               | akvarell, papír                          |                | Lappang                                                                |
|     | Kapások (Krumpliszedők                            | 1926               | olaj, vászon                             |                | Lappang                                                                |
|     | Menekülés                                         | 1926               | olaj, vászon                             | 114 × 184 cm   | magángyűjtemény                                                        |
|     | Háztetők                                          | 1926               | vegyes technika, papír                   | 35 × 26 cm     | magángyűjtemény                                                        |
|     | Halász                                            | 1927               | olaj, vászon                             | 36.5 × 33.5 cm | magángyűjtemény                                                        |
|     | Rakodómunkások a Dunán                            | 1927               | olaj, vászon                             | 75 × 80 cm     | Magyar Nemzeti Galéria, Budapest                                       |
|     | Kintornások (Tűzevő vándorartista)                | 1927               | olaj, vászon                             | 100 × 80 cm    | Magyar Nemzeti Galéria, Budapest                                       |
|     | Önarckép (Én és a feleségem)                      | 1927               | olaj, vászon                             | 138 × 86 cm    | Magyar Nemzeti Galéria, Budapest                                       |
|     | Utca                                              | 1927               | olaj, vászon                             | 148 × 144 cm   | Magyar Nemzeti Galéria, Budapest                                       |
|     | Vendéglő kertje (Nyári vendéglő, Kertvendéglő)    | 1927               | olaj, vászon                             |                | Lappang                                                                |
|     | Otthon (Otthonomban, Kettős önarckép)             | 1927               | olaj, karton                             | 78 × 34 cm     | Rómer Flóris Történeti és Művészeti Múzeum, Győr                       |
|     | Mi ketten                                         | 1927               | akvarell, tempera, papír                 | 29.7 × 22.9 cm | Antal-Lusztig Gyűjtemény                                               |
|     | Mi ketten                                         | 1927               | olaj, vászon                             | 47 × 38 cm     | magángyűjtemény                                                        |
|     | A gazdag koporsókereskedő                         | 1928               | tempera, papír                           | 50 × 36 cm     | Modern Magyar Képtár, Pécs                                             |
|     | Halas csendélet I.                                | 1928               | vegyes technika, papír                   | 42 × 57.5 cm   | Magyar Nemzeti Galéria, Budapest                                       |
|     | Halas csendélet II.                               | 1928               | akvarell, papír                          | 42.5 × 50.8 cm | Janus Pannonius Múzeum, Pécs                                           |
|     | Otthon II.                                        | 1928               | tempera, falemez                         | 55 × 38,4 cm   | magángyűjtemény                                                        |
|     | Csendélet tokaji aszúval                          | 1929               | olaj, vászon                             | 160 × 161 cm   | magángyűjtemény                                                        |
|     | Szőlőevő                                          | 1929               | olaj, vászon                             | 63 × 50 cm     | magángyűjtemény                                                        |
|     | Mi ketten                                         | 1929               | olaj, vászon                             | 61 × 39 cm     | Magyar Nemzeti Galéria                                                 |
|     | Álló akt                                          | 1929               | olaj, falemez                            | 62,5 × 39,5 cm | Szombathelyi Képtár                                                    |
|     | Halászok I.                                       | 1929               | olaj, vászon                             | 70.5 × 66.5 cm | magángyűjtemény                                                        |
|     | Kikötői munkások                                  | 1929               | olaj, vászon                             |                | Szombathelyi Képtár                                                    |
|     | Fekvő női akt                                     | 1929               | tempera, arany, fa                       | 39.5 × 61.5 cm | magángyűjtemény                                                        |
|     | Külvárosi részlet                                 | 1929               | olaj, fa                                 | 62.5 × 93.5 cm | Lappang                                                                |
|     | Sorompó (Szabad az út, Zuglói részlet)            | 1929               | olaj, fa                                 | 70 × 61.6 cm   | Magyar Nemzeti Galéria, Budapest                                       |
|     | Mészoltók/Mészégetők                              | 1929               | tempera, papír                           | 34 × 25 cm     | Dornyay Béla Múzeum, Salgótarján                                       |
|     | Baromfivásár (vázlat)                             | 1929 körül         | akvarell, papír                          | 25 × 23 cm     | magángyűjtemény                                                        |
|     | Baromfivásár                                      | 1929               | olaj, vászon                             |                | Lappang                                                                |
|     | Húscsarnokban (Mészáros)                          | 1929               | olaj, vászon                             | 63 × 51 cm     | Lappang                                                                |
|     | Tükörkép                                          | 1929               | olaj, vászon?                            |                | Lappang                                                                |
|     | Önarckép                                          | 1929               | pasztell, gouache, papír                 | 45.6 × 40.8 cm | Magyar Nemzeti Galéria, Budapest                                       |
|     | Hajnal                                            | 1929               | tempera, vászon                          | 122 × 90 cm    | Lappang                                                                |
|     | Gyökerek                                          | 1929               | olaj, arany- és ezüst porfesték, karton  | 43,8 × 52 cm   | Szombathelyi Képtár                                                    |
|     | Őszi erdő                                         | 1929               | olaj, lemezpapír                         | 49,6 × 59,2 cm | Magyar Nemzeti Galéria                                                 |
|     | Halárus                                           | 1930               | olaj, vászon                             | 80 × 35.5 cm   | Magyar Nemzeti Galéria, Budapest                                       |
|     | Halas csendélet III.                              | 1930               | vegyes technika, papír                   |                | Szombathelyi Képtár                                                    |
|     | Aukció                                            | 1930               | olaj, vászon                             | 61 × 54 cm     | magángyűjtemény                                                        |
|     | Feleségem arcképe                                 | 1931               | olaj, tempera, papír                     | 55 × 47,5 cm   | Magyar Nemzeti Galéria                                                 |
|     | Éhesek télen (Péküzlet előtt)                     | 1930               | olaj, tempera, vászon                    |                | Szombathelyi Képtár, Szombathely                                       |
|     | Kenyérért                                         | 1930               | tempera, papír                           | 49.5 × 56 cm   | Magyar Nemzeti Galéria, Budapest                                       |
|     | Végzés                                            | 1930               | tempera, olaj, papír                     | 61 × 51 cm     | Magyar Nemzeti Galéria, Budapest                                       |
|     | Önarckép                                          | 1930               | olaj, vászon                             |                | Magyar Nemzeti Galéria, Budapest                                       |
|     | Temetés                                           | 1930               | tempera, vászon                          | 29.2 × 62 cm   | Magyar Nemzeti Galéria, Budapest                                       |
|     | Téli ablak                                        | 1930               | tempera, ezüst porfesték, papír          | 45 × 59,5 cm   | Magyar Nemzeti Múzeum Történelmi Képcsarnok                            |
|     | Mészoltók                                         | 1931               | Gouache, papír                           | 27.5 × 48 cm   | magángyűjtemény                                                        |
|     | Szőlőeladás II. (Gyümölcsöt mérő kofa)            | 1931               | tempera, karton                          | 51 × 31 cm     | magángyűjtemény                                                        |
|     | Úrnő (Kávéházban)                                 | 1931               | tempera, karton                          | 49 × 47 cm     | magángyűjtemény                                                        |
|     | Telefon (Telefonáló)                              | 1931               | tempera, karton                          | 52.7 × 43.5 cm | magángyűjtemény                                                        |
|     | Téli viharban                                     | 1931               | karton, tempera, ezüst porfesték         | 80,6 × 61,6 cm | Magyar Nemzeti Múzeum Történelmi Képcsarnok                            |
|     | Kivégzés                                          | 1932               | olaj, tempera, vászon                    | 47.2 × 26.2 cm | magángyűjtemény                                                        |
|     | Vasút mentén                                      | 1932               | olaj, tempera, vászon                    | 62 × 101 cm    | Magyar Nemzeti Galéria, Budapest                                       |
|     | Három nemzedék                                    | 1932               | olaj, vászon                             | 103 × 77.8 cm  | Magyar Nemzeti Galéria, Budapest                                       |
|     | Ház piros kúttal                                  | 1932               | tempera, papír                           | 51 × 37 cm     | magángyűjtemény                                                        |
|     | Kofa                                              | 1932               | tempera, karton                          | 72,8 × 52 cm   | Magyar Nemzeti Galéria                                                 |
|     | Hídépítők                                         | 1932               | olaj, vászon                             | 119 × 82.5 cm  | Magyar Nemzeti Galéria, Budapest                                       |
|     | Család                                            | 1932               | olaj, vászon                             | 74.5 × 68 cm   | Fővárosi Képtár, Budapest                                              |
|     | Barkás piaci csendélet                            | 1932               | tempera, ezüstporfesték, papír           | 50.8 × 72.6 cm | Fővárosi Képtár, Budapest                                              |
|     | Asszony kakassal                                  | 1932               | olaj, vászon                             | 70 × 56 cm     | Lappang                                                                |
|     | Dinnyeevő                                         | 1932               | tempera, papír                           | 69,9 × 50 cm   | magángyűjtemény                                                        |
|     | Menyegző                                          | 1932               | olaj, papír                              | 62 × 52 cm     | magángyűjtemény                                                        |
|     | Téli nap                                          | 1932               | olaj, vászon                             | 52 × 70 cm     | Lappang                                                                |
|     | Vasút mentén                                      | 1932               | tempera, vászon                          | 62 × 101 cm    | Magyar Nemzeti Galéria, Budapest                                       |
|     | Hóban elakadt kocsi II.                           | 1932               | Gouache, papír                           | 32.2 × 32 cm   | Lappang                                                                |
|     | Jazzband II.                                      | 1932               | tempera, papír                           | 24.2 × 19.7 cm | Magyar Nemzeti Galéria, Budapest                                       |
|     | Alvó nő                                           | 1932               | tempera, papír                           | 72.7 × 50.8 cm | Magyar Nemzeti Galéria, Budapest                                       |
|     | Igásfogat (Ökrös szekér)                          | 1932               | tempera, papír                           | 36.4 × 50.8 cm | Radnai-gyűjtemény, Győr                                                |
|     | Borjak II.                                        | 1932               | gouache, papír                           | 20 × 24.2 cm   | Magyar Nemzeti Galéria, Budapest                                       |
|     | Zenekar (Hangverseny)                             | 1932               | tempera, papír                           | 43.3 × 53.3 cm | Lappang                                                                |
|     | rézkarcoló önarckép                               | 1932               | olaj, ezüstpor, vászon                   | 62 × 52 cm     | Magyar Nemzeti Galéria, Budapest                                       |
|     | Téglahordó I.                                     | 1932               | olaj, tempera, karton                    |                | magángyűjtemény                                                        |
|     | Téglahordó II.                                    | 1932               | olaj, tempera, karton                    | 72,3 × 50,3 cm | Magyar Nemzeti Galéria                                                 |
|     | Kendős nő                                         | 1932               | papír, tempera, ezüst porfesték          | 72,5 × 50,7 cm | Városi Művészeti Múzeum, Radnai Gyűjtemény, Győr                       |
|     | Gond                                              | 1932               | tempera, karton                          | 96,8 × 72,3 cm | Magyar Nemzeti Galéria                                                 |
|     | Anyaság                                           | 1933               | tempera, papír                           | 114 × 45 cm    | Herman Ottó Múzeum, Miskolc                                            |
|     | Önarckép                                          | 1933               | olaj, tempera, vászon                    | 32,3 × 25,4 cm | Budapest Történeti Múzeum, Fővárosi Képtár                             |
|     | Vinklis önarckép/Bútorkészítő                     | 1933               | olaj, ezüst porfesték, vászon            | 86,2 × 49,7 cm | Magyar Nemzeti Galéria                                                 |
|     | Híd télen                                         | 1933               | olaj, tempera, vászon                    | 121 × 83 cm    | Magyar Nemzeti Galéria, Budapest                                       |
|     | Csónakosok (vázlat)                               | 1933 körül         | tempera, ceruza, papír                   | 19 × 21.4 cm   | Fővárosi Képtár, Budapest                                              |
|     | Csónakosok                                        | 1933               | tempera, ezüst porfesték, papír          | 84 × 71,2 cm   | magángyűjtemény                                                        |
|     | Pihenő dokkmunkások                               | 1930-as évek       | vegyes technika, akril, akvarell, karton | 26,5 × 42,5 cm | magángyűjtemény                                                        |
|     | Dunai homokszállítók                              | 1933               | olaj, vászon                             | 148 × 144 cm   | Magyar Nemzeti Galéria, Budapest                                       |
|     | Cukorkaárus                                       | 1933               | olaj, arany- és ezüst porfesték, vászon  | 88,3 × 62 cm   | Városi Művészeti Múzeum, Radnai-gyűjtemény, Győr                       |
|     | Artisták                                          | 1933               | tempera, vászon                          | 115 × 98.5 cm  | Magyar Nemzeti Galéria, Budapest                                       |
|     | Szövőmunkás (vázlat a Szövőmunkásokhoz)           | 1933               | papír, gouache, ezüst, pasztell          | 335 × 256 mm   | Magyar Nemzeti Galéria                                                 |
|     | Szövők                                            | 1933               | olaj, arany és ezüst porfesték, vászon   | 95 × 125 cm    | magángyűjtemény                                                        |
|     | Ebédelő hajómunkás                                | 1934 körül         | tempera, papír                           | 43 × 33 cm     | magángyűjtemény                                                        |
|     | Rakodómunkások a Dunán (Kikötő)                   | 1934 körül?        | olaj, vászon                             | 43 × 33 cm     | Magyar Nemzeti Galéria, Budapest                                       |
|     | A művész felesége                                 | 1934               | olaj, vászon                             | 33 × 24 cm     | magángyűjtemény                                                        |
|     | Hajókovács                                        | 1934               | olaj, vászon                             | 111 × 83 cm    | Magyar Nemzeti Galéria, Budapest                                       |
|     | Hajókovácsok                                      | 1934               | gouache, karton                          | 37 × 52 cm     | magángyűjtemény                                                        |
|     | Fázó asszony                                      | 1934               | olaj, vászon                             | 125 × 47 cm    | Lappang                                                                |
|     | Anya / Anya gyermekével                           | 1934               | olaj, vászon                             | 64.5 × 65 cm   | Magyar Nemzeti Galéria, Budapest                                       |
|     | Ácsok                                             | 1933               | olaj, vászon                             |                | online információ: Galéria Savaria 2021.11.23                          |

## Grafikák
| kép | mű címe                                 | készítés éve     | technika | méret          | tulajdonos                                            |
| --- | --------------------------------------- | ---------------- | --- | -------------- | ----------------------------------------------------- |
|     | Női fej                                 | 1919             | tus, papír | 36 × 25.8 cm   | magángyűjtemény                                       |
|     | Fiatal lány                             | 1919             | tus, papír |                | magángyűjtemény                                       |
|     | Önarckép                                | 1919             | tus, papír | 24.2 × 23.5 cm | Magyar Nemzeti Galéria, Budapest                      |
|     | Emléklap hárfát tartó férfival          | 1919             | vegyes technika papíron                                                                                           |                | magángyűjtemény                                       |
|     | Kalapos önarckép                        | 1920             | rézkarc, papír | 31 × 27.6 cm   | Magyar Nemzeti Galéria, Budapest                      |
|     | Furulyás                                | 1920             | rézkarc, papír | 10 × 9 cm      | magángyűjtemény                                       |
|     | Munkások kábelt húznak                  | 1920 körül       | tus, papír | 39 × 41 cm     | magángyűjtemény                                       |
|     | Ketten                                  | 1920-as évek     | tus, papír |                | magángyűjtemény                                       |
|     | Szakállas önarckép                      | 1921             | ceruza, papír | 27.6 × 31 cm   | Magyar Nemzeti Galéria, Budapest                      |
|     | Önarckép                                | 1921             | rézkarc, papír | 12 × 10.9 cm   | Magyar Nemzeti Galéria, Budapest                      |
|     | A nagy fa alatt                         | 1921             | rézkarc, papír | 9.5 × 8.5 cm   | Magyar Nemzeti Galéria, Budapest                      |
|     | Fürdőző                                 | 1922             | tus, papír | 40.5 × 44.5 cm | magángyűjtemény                                       |
|     | Pásztornő                               | 1922             | tus, papír | 37 × 37 cm     | Herman Ottó Múzeum, Miskolc                           |
|     | Kártyázók                               | 1922             | tus, papír | 49,5 × 43 cm   | magángyűjtemény                                       |
|     | Női fej                                 | 1922             | kréta, papír | 24.5 × 31 cm   | magángyűjtemény                                       |
|     | Öcsém a ravatalon                       | 1922             | papír, tus, toll                                                                                                  | 30 × 34.7 cm   | Magyar Nemzeti Galéria                                |
|     | Két férfi csónakban                     | 1922             | tus, papír | 48.5 × 51 cm   | magángyűjtemény                                       |
|     | Utolsó vacsora                          | 1922 körül       | tus, papír | 45.2 × 47.4 cm | magángyűjtemény                                       |
|     | Asztalosok                              | 1920-as évek     | olaj papíron | 34 × 26 cm     | magángyűjtemény                                       |
|     | Álarcos alak                            | 1922             | rézkarc, papír | 11.4 × 10 cm   | magángyűjtemény                                       |
|     | Temetés                                 | 1922             | rézkarc, papír | 11.5 × 9.3 cm  | magángyűjtemény                                       |
|     | Erzsi húgom a ravatalon                 | 1923             | nyomat, tusrajz                                                                                                   | 18 × 18 cm     | Erkel Ferenc Területi Múzeum, Gyula                   |
|     | Hegedülő halál (Mulató társaság)        | 1924             | tus, papír | 43 × 44 cm     | Lappang                                               |
|     | Evezősök                                | 1924             | rézkarc, papír | 11.3 × 9.2 cm  | magángyűjtemény                                       |
|     | Kártyázók                               | 1924             | rézkarc, papír | 19.7 × 19.7 cm | magángyűjtemény                                       |
|     | Halottsiratás                           | 1924             | rézkarc, papír | 26.4 × 52.3 cm | Magyar Nemzeti Galéria, Budapest                      |
|     | Önarckép pipával                        | 1926             | tus, papír | 30.9 × 22 cm   | Magyar Nemzeti Galéria, Budapest                      |
|     | Önarckép                                | 1926             | tus, papír | 29.8 × 24.4 cm | Magyar Nemzeti Galéria, Budapest                      |
|     | Mi ketten                               | 1927             | rézkarc, papír | 29.5 × 23.5 cm | magángyűjtemény                                       |
|     | Menekülő asszonyok                      | 1927             | rézkarc, papír | 20 × 24 cm     | magángyűjtemény                                       |
|     | Zongoraszó                              | 1929             | tus, papír | 34.5 × 35.5 cm | magángyűjtemény                                       |
|     | Az elítélt II.                          | 1930             | tus, papír | 36.3 × 44.8 cm | Magyar Nemzeti Múzeum Történelmi Képcsarnok, Budapest |
|     | Az ítéletvégrehajtó                     | 1930             | tus, papír | 36.3 × 51.5 cm | Magyar Nemzeti Galéria, Budapest                      |
|     | A világ rendje (Színházban, Vasfüggöny) | 1930             | tus, papír |                | Lappang                                               |
|     | A törvény nevében                       | 1930             | tus, papír |                | magángyűjtemény                                       |
|     | Vadevezős                               | 1931             | tus, papír | 286 × 209 mm   | Városi Művészeti Múzeum, Radnai-gyűjtemény, Győr      |
|     | Megvadult lovak                         | 1932             | tus, papír | 24 × 20 cm     | magángyűjtemény                                       |
|     | Az anya                                 | 1934             | kréta, papír | 52.2 × 60.7 cm | Magyar Nemzeti Galéria, Budapest                      |
|     | Búcsú                                   | ismeretlen dátum | akvarell, papír                                                                                                   | 36 × 60.7 cm   | magángyűjtemény                                       |
|     | Önarckép verssel                        | 1932             | tusrajz egy aranyozott lapszélű füzetben; ajándék Derkovits Gyulától a neves műgyűjtő, Jakobovits Jenőné lányának | 24 × 19 cm     | magángyűjtemény                                       |